# Cuerpo de Weibel-Palade
Los cuerpos de Weibel-Palade son gránulos de almacenamiento que poseen las  células endoteliales que revisten el interior de los vasos sanguíneos. Almacenan y liberan principalmente dos moléculas, el factor de von Willebrand y la Selectina P, por lo que juegan un papel fundamental en la hemostasis y la inflamación. El nombre hace referencia a los científicos que primero describieron los organelos en 1964.

## Estructura

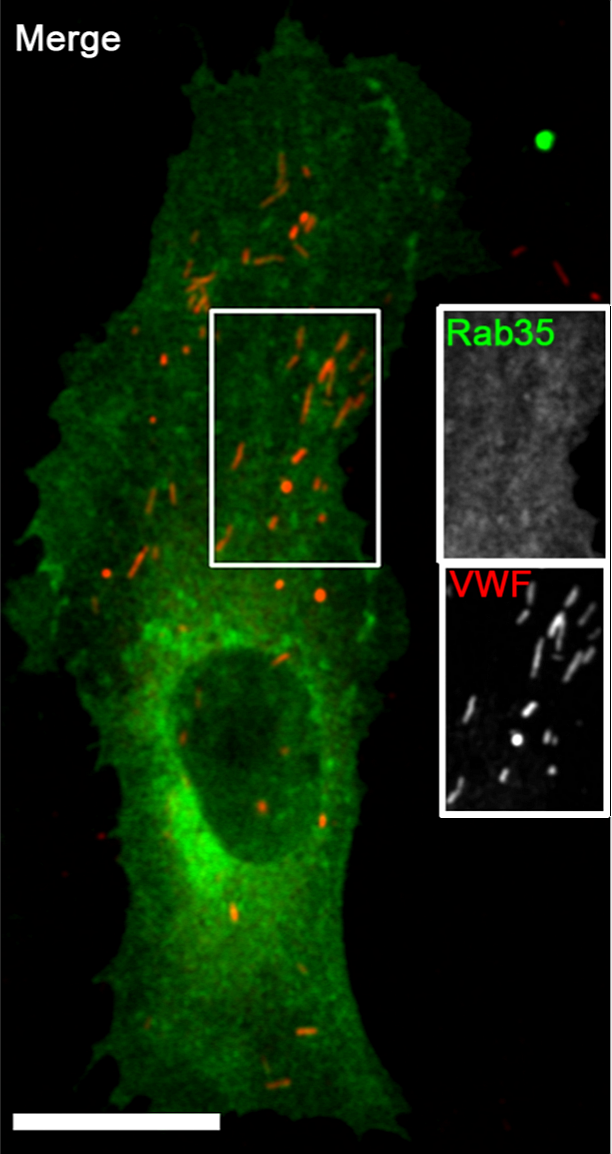
Cuerpos de Weibel-Palade (en rojo), inmunoteñidos para el factor von Willebrand (VWF). Célula Endotelial humana.

El cuerpo de Weibel-Palade es un orgánulo citoplasmático de las células endoteliales con forma de bastón. 

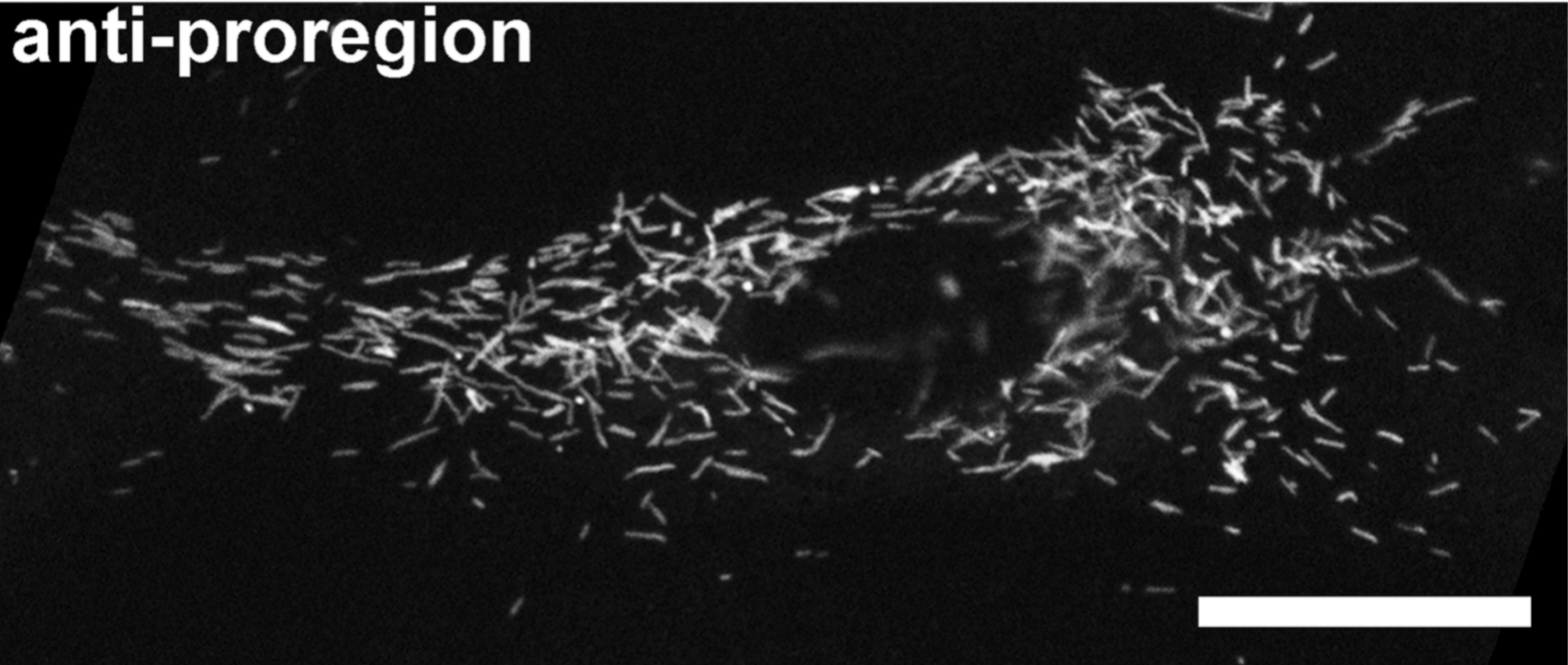
Cuerpos de W-P.

Es un componente citoplasmático en forma de "varilla", que consiste en un haz de túbulos finos, envuelto por una sola membrana bien ajustada. 

### Ultraestructura

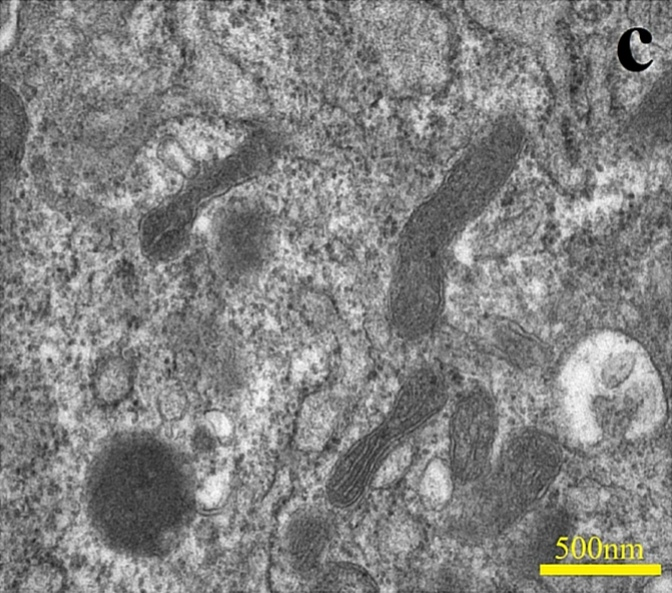
Cuerpos Weibel-Palade, Ultraestructura.

Los cuerpos de Weibel-Palade (WPB) tienen aproximadamente 0,1-0,3 micrómetro (μm) de grosor, miden hasta 3 μm de longitud. 
Los WPB contienen varios túbulos pequeños, de ∼15 
nanómetros (nm) de grosor, incrustados en una matriz densa y dispuestos paralelos al eje largo de la varilla. Tiene localización única en las células endoteliales de los vertebrados.

## Ciclo funcional
Los cuerpos de Weibel-Palade (WPB) nacen en la Red del trans Golgi donde brotan en forma de estructuras discernibles. Sus dimensiones y morfología únicas, están dictadas por la carga principal el factor VWF, una glucoproteína grande. Luego, el factor VWF se transporta al Golgi donde se ensambla en cuantos definidos.

Los WPB se transportan a la periferia celular a lo largo de los microtúbulos; maduran para producir finalmente los orgánulos en forma de cigarro alargados que se encuentran en la periferia de las células endoteliales.

Los WPB se relacionan con la actina F, se anclan en la cortical celular, se acoplan y fusionan con la membrana plasmática.

## Componentes

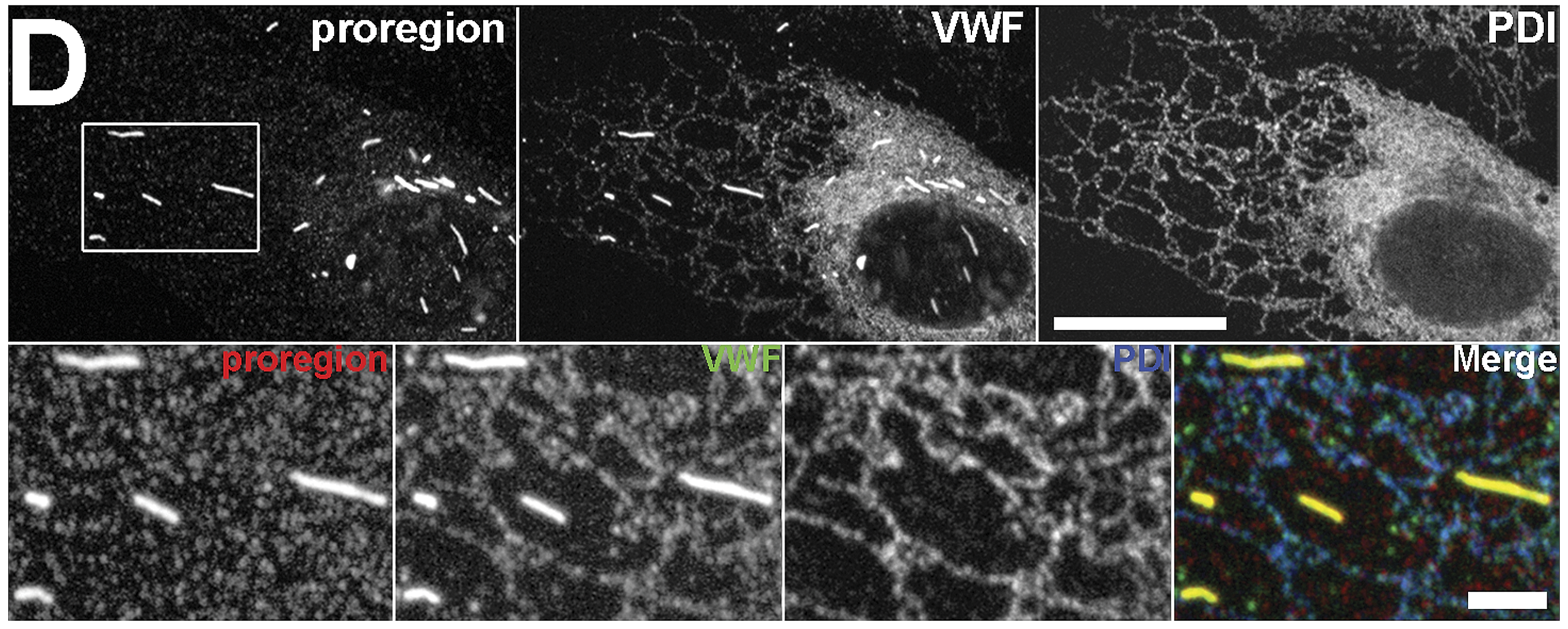
Cuerpos Weibel-Palade. El proregion= pro-polipéptido de VWF. VWF= Factor von Willebrand. PDI= proteína luminal
del ER.

Hay dos componentes principales almacenados en los cuerpos de Weibel-Palade. El primero es el factor de von Willebrand (vWF), una proteína multimérica de gran importancia en el proceso de coagulación de la sangre.
El segundo componente es la Selectina P, que juega un rol crucial en la capacidad de las células endoteliales inflamadas de reclutar leucocitos (glóbulos blancos de la sangre) circulantes, permitiéndoles salir de los vasos sanguíneos (extravasación) y pasar a los tejidos circundantes, desde donde pueden migrar al lugar de la infección o herida.
Existen otros componentes adicionales dentro de los cuerpos de Weibel-Palade. Entre ellos la interleucina-8, eotaxina-3, endotelina-1, angiopoyetina-2, osteoprotexerina, tetraspanina CD63/lamp3 y α-1,3-fucosiltransferasa VI.Estos son mediadores de la inflamación, la respuesta inmune, la angiogénesis y el calibre/respuesta de los vasos a los factores estresantes.

## Importancia clínica
La importancia clínica de los cuerpos de Weibel-Palade fue sugerida en el estudio de varias patologías humanas debidas a mutaciones genéticas. Las mutaciones al vWF son causas frecuente de trastornos hemorrágicos, en especial la enfermedad de von Willebrand. La frecuencia estimada de aparición de la enfermedad de von Willebrand en algunas poblaciones humanas es del 1%. El trastorno se caracteriza por hemorrágias mucocutáneas prolongadas. El tipo III de la enfermedad de von Willebrand suele ser una variante hemorrágica grave, similar a la hemofilia tipo A o B severa. El factor de von Willebrand actúa atrayendo plaquetas al lugar donde ha ocurrido el daño al tejido y es también importante actuando como cofactor para el Factor VIII de coagulación sanguínea.